# デラウェア川

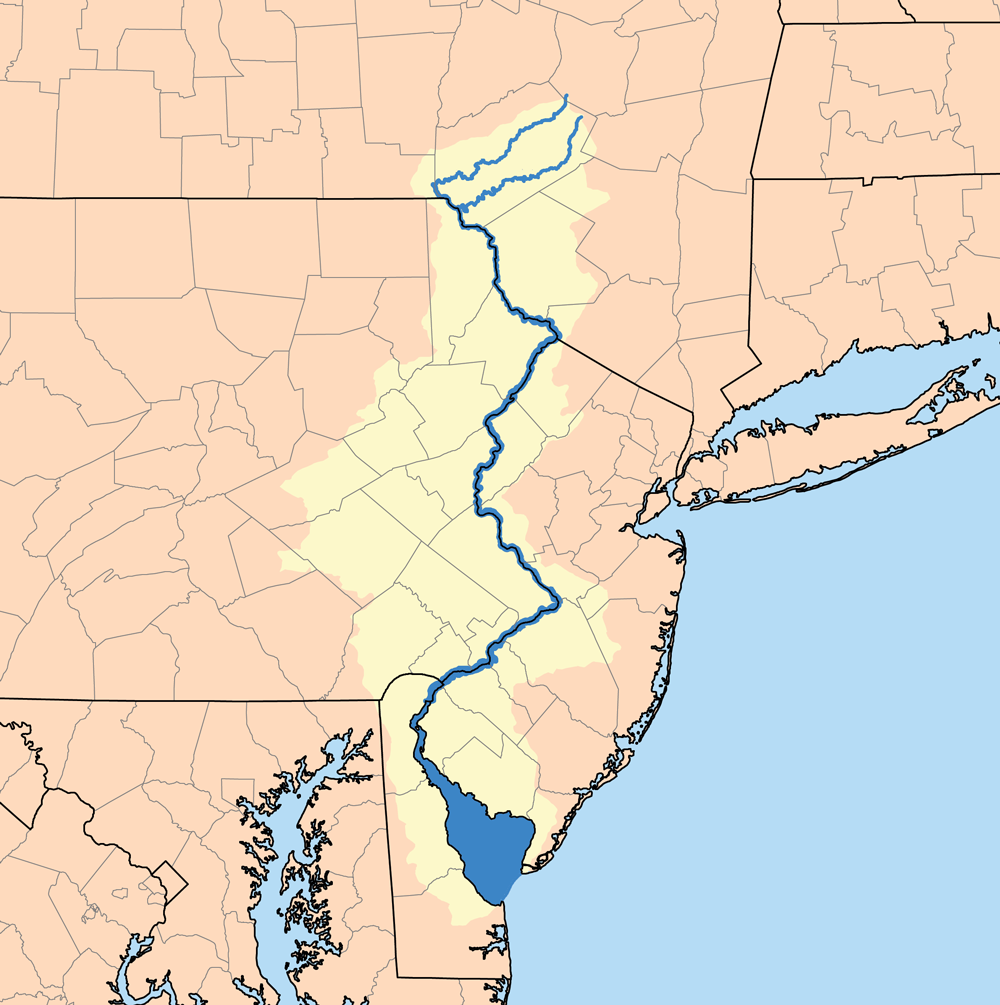
デラウェア川流域図

デラウェア川（デラウェアがわ、英: Delaware River）は、アメリカ合衆国の大西洋岸に注ぐ川である。川は、ニューネーデルラント植民地の一部として17世紀初めにエイドリアン・ブロックにより探検され、植民地の最南端ということで「南の川」（ズイド川）と名付けられた。
デラウェア川は潮汐の影響がトレントン市まで遡ってみられる。フィラデルフィアより下流での平均潮位は約6フィート (1.8 m)である。河川長は、一番長い支流の源からデラウェア湾口のケープ・メイまでが410マイル(660 km)、デラウェア湾頭からでも360マイル(579 km)ある。清水流量は河口で1秒当たり11,550立方フィート(330 m3)である。
デラウェア川は、ペンシルベニア州とニューヨーク州界の一部をなし、ニュージャージー州とペンシルベニア州、デラウェア州とニュージャージー州の全州界となっている。歴史的経緯の妙によって、デラウェアとニュージャージーの州界は、通常ならば川や海峡の中央が州界となるものが、ニューキャッスルの12マイル円の内側ではニュージャージー側の岸を境界線としている。他の州界は川の中央を境界線としている。

## 流域

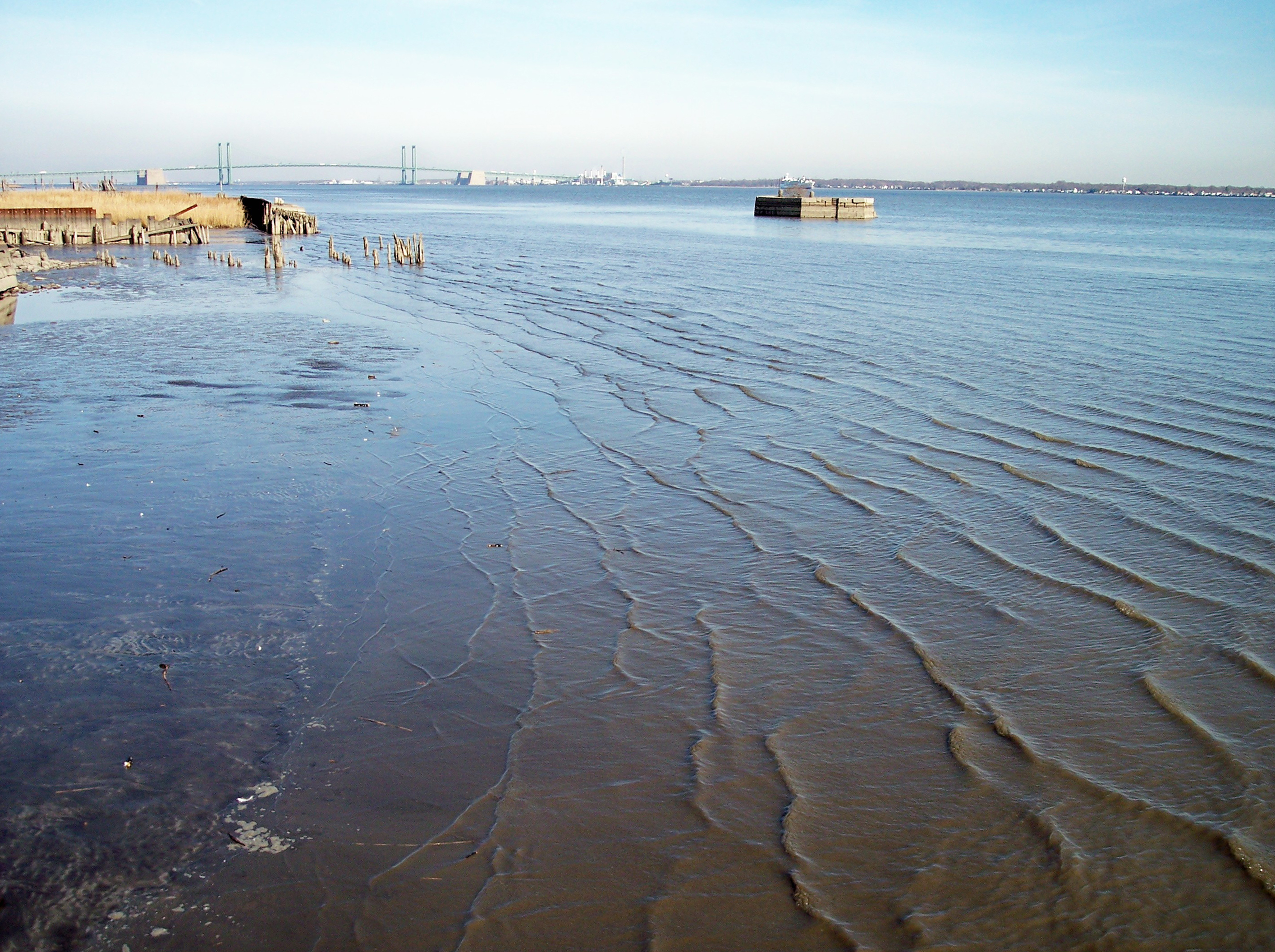
ニューキャッスルから見たデラウェア川下流。2006年

本流は西のモホーク川で、ニューヨーク州スカハリー郡のジェファーソン山に近く海抜1886フィート (575 m)に発し、台地を曲がりくねってある程度の深さで流れ、キャノンズビル貯水池で蓄えられ、北緯42度線で州界に達し、キャッツキル山地から流れ出す。同様に東の支流は、ニューヨーク州デラウェア郡ロクスベリー町のグランドゴージの南にある小さな池に始まり、南に向かってニューヨーク市で利用される最大の貯水池であるペパクトン貯水池にいたる。河川の合流点はニューヨーク州ハンコック村の真南である。
山地や高原から流れ出た川水は広いアパラチアの渓流を流れ落ち、キッタティニー山地の裾を回り、デラウェアウォーター峡谷の石灰岩のほぼ垂直な壁の間を通り、静かで魅力的な農地や森を抜けて、大地や急斜面で枝分かれし、アパラチア平原を横切り、イーストンで再び丘陵地帯に入る。この地点から丘や崖によって度々向きを変える。この崖の中でも見事なのはノッカミクソン・ロックで長さは3マイル (5 km)、高さは200フィート (60 m)ある。
トレントンには高さ8フィートの滝がある。その下流ではフィラデルフィアとニュージャージー州の間を流れ、広くゆったりした河口に至る。両岸には多くの湿地帯があり、ゆっくりと広くなりエスチュアリーのデラウェア湾に注ぐ。

### 支流

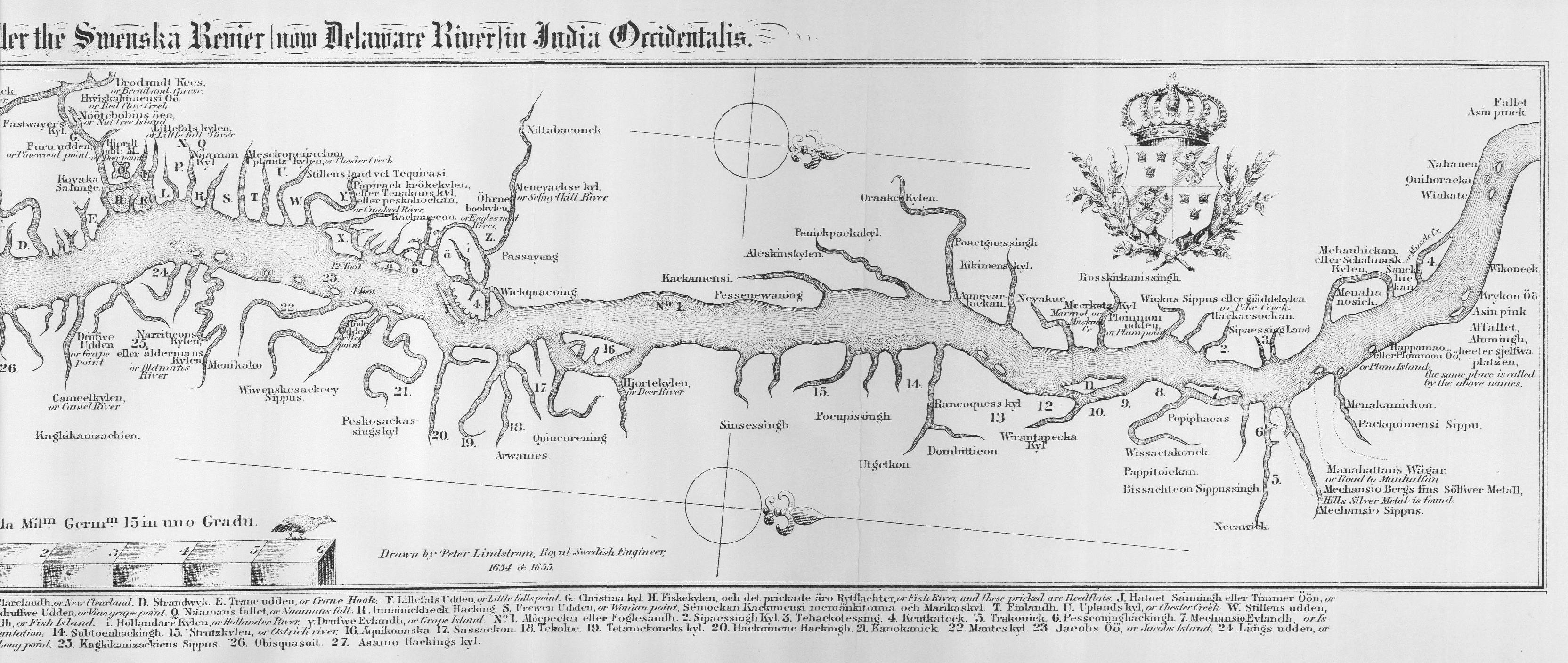
デラウェア川の一部を示す水路図。1655年作成

ニューヨーク州の主な支流は、モンゴー川、ネバーシンク川、およびキャリクーン・クリークである。ペンシルベニア州では、ラッカワクセン川、リーハイ川、スクーカル川である。ニュージャージー州からは、ランコカス・クリーク、マスコネットコング川、モーリス川、オールドマンズ・クリーク、ラクーン・クリークがある。
- アポキニミンク川
- アローウェイ・クリーク
- アシスカンク・クリーク
- アッサンピンク・クリーク
- ブロドヘッド・クリーク
- ブッシュキル・クリーク
- チェスター・クリーク
- クリスチーナ川
- コッパー川
- クラフツ・クリーク
- クロスウィックス・クリーク
- イクイヌンク・クリーク
- フラット・ブルック
- フランクフォード・クリーク
- リーハイ川
- ロッカトング・クリーク
- モーリス川
- マスコネットコング川
- ネシャミニー・クリーク
- オールドマンズ・クリーク
- ポーリンス・キル
- ペニーパック・クリーク
- ペクェスト川
- ポモーストン・クリーク
- ポハトコング・クリーク
- ポケッシング・クリーク
- ラクーン・クリーク
- ランコカス・クリーク
- リドリー・クリーク
- セイラム川
- スクーカル川
- ショホラ・クリーク
- トヒコン・クリーク
- ウィッケチョーク・クリーク

## 洪水
デラウェア川は雪解けや暴風雨の雨水によって何度も洪水を起こしてきた。記録にある中で最大のものは1955年で、1週間もない間に2つのハリケーンがこの地域を通過したことによるものだった。1番目のハリケーンはコニー、2番目はダイアンであった。これらはアメリカ合衆国北東部を襲ったハリケーンの中でも最も湿り気を帯びたものであったし、その後このようなものは無い。8月19日にペンシルベニア州リーゲルスビルで計測された最高水位は38.85フィート (11.8 m)に達した。
2005年に洪水から50年が過ぎたのに当たって、Word Forge Booksが「デラウェアの災害:1955年大洪水の話と画像(DEVASTATION ON THE DELAWARE: Stories and Images of the Deadly Flood of 1955)を出版した。この356頁もある記述的ノンフィクションは、デラウェア峡谷における天候災害の総括的なドキュメンタリーである。著者メアリー・シェイファーは、事実の調査に3年間を費やし、現在も生き延びている人や洪水を経験した人に近しい関係の人100人以上にインタビューした。この本には100枚以上の当時の写真や多くの災害地域の地図、気象用語の広範な注釈、過去のハリケーンのデータ、それに索引を合わせて、この記録破りの洪水に興味を抱く人の有益な道具となっている。
極最近、かなり厳しい洪水がこの川で続いた。2004年9月23日、同じようにリーゲルスビルで計測された最高水位は30.95フィート (9.4 m)となった。2005年4月4日は34.07フィート (10.4 m)、2006年6月28日は33.62 (10.2 m)フィートとなり、いずれも洪水想定線22フィート (6.7 m)よりもかなり高くなった。USGS (State of New Jersey: RECENT FLOODING EVENTS IN THE DELAWARE RIVER BASIN)
デラウェア盆地の北部には川岸に沿って人口の密集する地帯がほとんど無かったので、この地域の洪水は自然の人の住まない洪積地に影響を与えた。デラウェア盆地の中央部の住人は過去3年間の大きな洪水を含んで何度も洪水を経験し、家や土地に大きな被害を受けた。デラウェア盆地の南部、フィラデルフィアからデラウェア湾に至る地域は北部に比べて潮汐の影響が大きく川の氾濫によるものだけではない傾向にある（高潮の影響はこの地域では小さいが）。
デラウェア川流域委員会は地方政府とともに、川の洪水問題の解決策を見いだそうと努めている。過去数年間に大きな洪水が連続したので、流域の住人は何かをせねばならないと感じている。しかし、連邦予算も限られており、その対策が遅れている。

## 水上交通の歴史
開拓初期の頃から鉄道競争(1857年)の前までは上流部における川を使った交易が重要であった。
- ペンシルベニア運河デラウェア部はデラウェア川と併行してイーストンからブリストルを繋いでいる。1830年に開設された。
- デラウェア・アンド・ラリタン運河はデラゥエア川に沿ってニュージャージー州側にミルフォードとトレントンを結び、ラリタン川の水を合わせニューブランズウィックの運河出口からデラウェア川に注いでいる。この運河の水路はニュージャージー州の水源となっている。
- モリス運河（現在は廃止されほとんど埋め立てられた）とデラウェア・アンド・ハドソン運河はデラウェア川とハドソン川を結んでいた。
- チェサピーク・アンド・デラウェア運河はデラウェア川とチェサピーク湾とを結んでいる。

フィラデルフィアの商業の広がりによって、下流の改良が大きな重要性を帯びてきた。1771年にはすでに小さな改良の試みがペンシルベニア政府によって始められた。
アメリカ合衆国政府による「1885年プロジェクト」ではフィラデルフィアからデラウェア湾に至る深さ26フィート (8 m)幅600フィート (180 m)の水路を体系立てて造った。1899年の河川港湾法では深さを30フィート (9 m)とした。

## ニューヨーク市への水の供給
ニューヨーク市が人口の増加に対応して、水の供給のために15の貯水池（まだ増える可能性がある）を作ってきたが、市はデラウェア川の支流にさらに5つの貯水池を作る許可を得ようと努めた。しかし、それらの許可は得られなかった。1928年、ニューヨーク市は大恐慌の始まりに合わせた人口の爆発に対応するためデラウェア川から直接水を引くことを決めた。しかし、途中のペンシルベニア州にはやはりデラウェア川の水を使っている町や村があった。両者はこの問題を最高裁まで持込み、結局1931年にニューヨーク市はデラウェア川と上流の支流から1日当たり4億4千万ガロン (1600万立方メートル)の水を引く許可を得た。

## 渡河

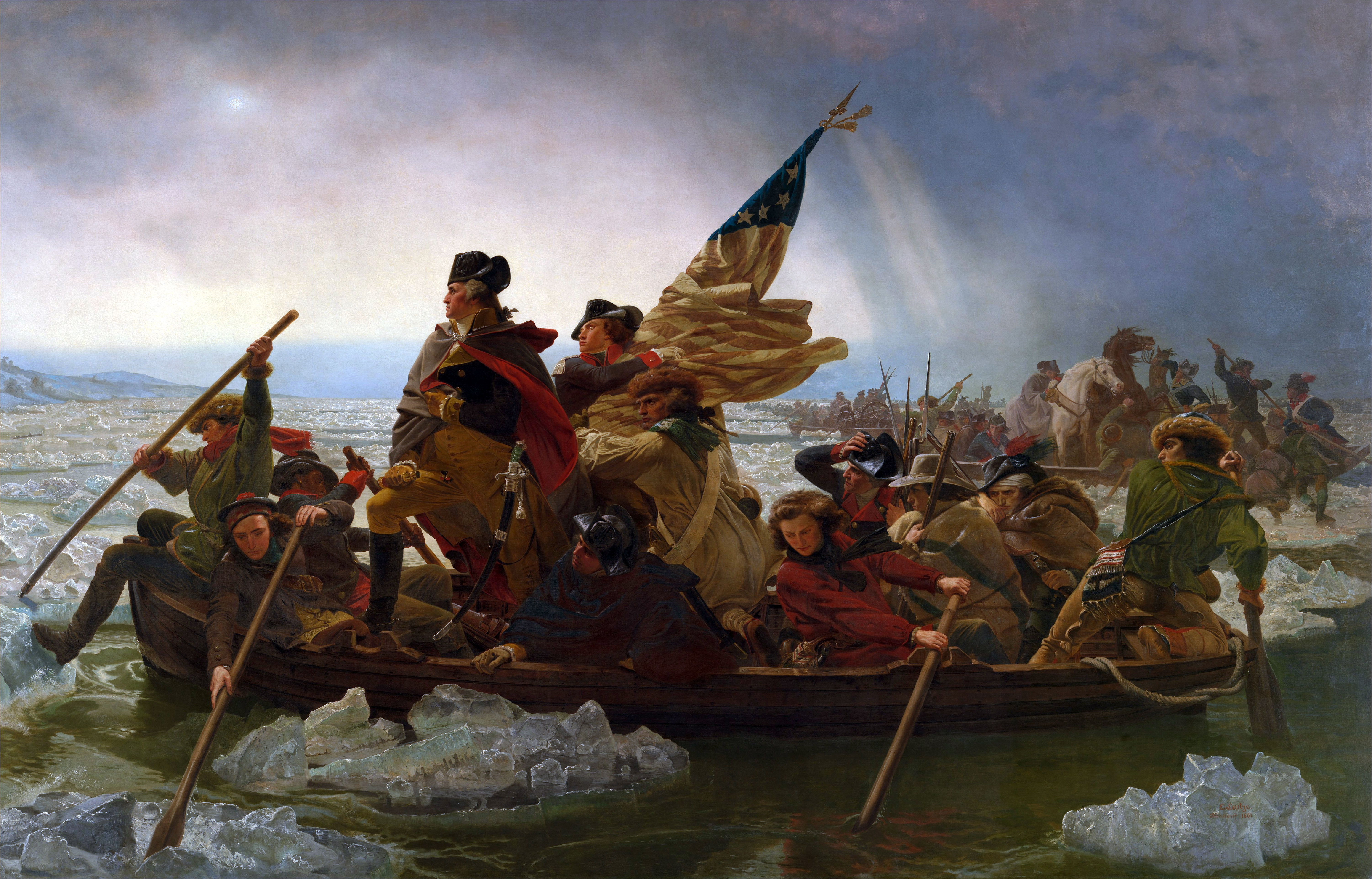
トレントンの戦いの前にデラウェア川を渡るジョージ・ワシントン

デラウェア川はニュージャージー州とペンシルベニア州の間の交通にとって、大きな障害となっている。大きな橋の大半は西行きのみ有料となっている。橋の所有者はデラウェア川および湾局、デラウェア川港局、バーリントン郡橋委員会、デラウェア川有料橋委員会である。

### ワシントンのデラウェア川渡河
おそらく、最も有名な「デラウェア川渡河」は、アメリカ独立戦争中の1776年クリスマスの日にジョージ・ワシントンが大陸軍を引き連れてボートで一か八かの渡河を行ったときのことであろう。この結果、ニュージャージー州トレントンを占領していたドイツ人傭兵部隊を急襲することに成功した。

## 大きな油流出事故
デラウェア川では多くの油流出事故が起きてきた。

- 1975年1月31日; 11,000,000ガロンの原油、タンカーコリントス
- 1985年9月28日; 435,000ガロンの原油、タンカーグランドイーグル、マーカス・フック・バーで座礁
- 1989年6月24日; 306,000ガロンの原油、タンカープレジデント・リベラクレイモント・ショールで座礁
- 2004年11月26日; 265,000ガロンの原油、タンカーアトス 1、海中に放棄されていた碇で船腹を損傷

## 脚注

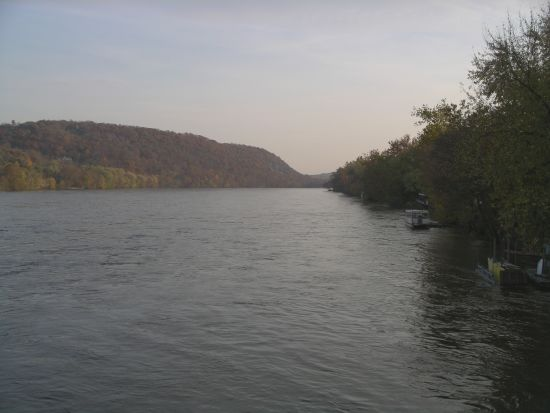
ペンシルベニア州ニューホープでのデラウェア川